# Sclerolobium albiflorum
Sclerolobium albiflorum är en ärtväxtart som beskrevs av Raymond Benoist. Sclerolobium albiflorum ingår i släktet Sclerolobium och familjen ärtväxter. Inga underarter finns listade i Catalogue of Life.